# Papa Bonifaci I
Bonifaci I, d'origen romà, va ser escollit papa el 29 de desembre de 418 quan era ja un home vell i malalt. En aquella època un grup de diaques que estaven descontents amb el Papa Zòsim I, van escollir Eulali I, que es va instal·lar en al Palau del Laterà com antipapa. Va ser l'emperador Honori qui va resoldre la qüestió a favor de Bonifaci. Va donar el seu suport a Agustí d'Hipona i els bisbes africans en la seva campanya contra el pelagianisme. Va morir el 4 de setembre de 422.
No es coneixen molts detalls sobre la seva vida abans de l'elecció. El Liber Pontificalis esmentava que era romà, fill del  sacerdot Giocondo. També d'acord amb aquesta font, sembla que va ser ordenat pel Papa Damas I (366-384) i va exercir com a ambaixador del papa Innocenci I a Constantinoble (al voltant del 405).
Va ser contemporani d'Agustí d'Hipona, que li va dedicar algunes de les seves obres.

## L'elecció impugnada
A la mort del Papa Zòsim, l'Església de Roma va entrar en el cinquè dels seus cismes, com a resultat de l'elecció papal doble que pertorbà la seva pau tant en els primers segles. Immediatament després del funeral de Zosim, el 27 de desembre de 418, una facció del clergat, romà, compost principalment per diaques, va ocupar la basílica del Laterà i elegiren Papa l'ardiaca Eulali. L'alt clergat van tractar d'entrar a la basílica, però va ser rebutjat violentament per una multitud de partidaris de la facció d'Eulali. L'endemà, aquesta part del cos ministerial que no estava d'acord amb l'elecció d'Eulali va estar d'acord amb l'església de Santa Teodora i elegiren Papa, encara que contra la seva voluntat, l'ancià Bonifaci, titular de San Lorenzo in Damaso.
El diumenge 29 de desembre van ser consagrats tant Bonifaci a la basílica de San Marcello, recolzat per nou bisbes provincials i setanta prelats, i Eulali a la basílica del Laterà en presència dels diaques, d'alguns prelats i del Bisbe d'Ostia[, a qui van fer aixecar del seu llit de malalt per assistir a l'ordenació. Roma es converteix en un caos pel xoc de les faccions oposades. El prefecte Símac, hostil a Bonifaci, va enviar un informe a l'emperador Flavi Honori a Ravenna i va garantir la confirmació imperial a l'elecció de d'Eulali. Bonifaci va ser expulsat de la ciutat, però els seus seguidors es van revoltar a l'emperador, qui va tenir a bé convocar a un sínode de bisbes italians a Ravenna per discutir i definir la situació (febrer-març de 419).
Incapaços de resoldre l'assumpte, el sínode va prendre algunes mesures pràctiques preses en espera de la convocatòria d'un concili general dels bisbes italians, francesos i africans que s'hauria de realitzar al maig: ordenà que ambdós deixessin Roma i no tornessin fins que no s'hagués assolit una decisió, sota pena de condemnació. Bonifaci va ser enviat al cementiri de Santa Felicita a la Via Salaria, i Eulali en Anzio. Però el 18 de març Eulali tornà sense por a la ciutat, va reunir als seus partidaris, va revifar el conflicte i, en contravenció de les ordres del prefecte, el següent 29 de març (Dissabte Sant), ocupava la basílica del Laterà decidit a celebrar la Pasqua en lloc de Achilleo, bisbe de Spoleto, que havia estat comissionat per celebrar els serveis de Setmana Santa a la seu vacant de Roma.
Es va ordenar a les tropes imperials que retiressin a Eulali i que es fes possible que Achilleo oficiés els serveis. L'emperador, profundament commocionat per aquests esdeveniments es va negar a tenir en compte les demandes d'Eulali i reconegué com a papa legítim Bonifaci (3 d'abril de 418), qui, el 10 d'abril, va ser capaç de tornar a Roma aclamat per la multitud i de ser consagrat.
D'acord amb les dades contradictòries publicades Liber Pontificalis, Eulali va ser ordenat bisbe de Nepi o d'algun altre lloc a Campània. El cisma havia durat quinze setmanes, encara que una mica més tard, a principis de 420, una malaltia del Papa va encoratjar als partidaris d'Eulali a presentar-se de nou.
Després de la seva recuperació, Bonifaci va demanar a l'emperador (1 de juliol 420) per emetre una ordre contra el possible ressorgiment futur del cisma. Honori va decretar una llei que establia que "en el cas d'una elecció disputada entre dos pretendents, cap d'ells sigui bisbe, però només un que serà designat per una nova elecció, sobre la base del consens".

## La política de Bonifaci
El regnat de Bonifaci es va caracteritzar pel gran zel i l'activisme en la disciplina i el control de l'organització de l'Església. Va canviar la política implementada pel seu predecessor, per equipar certs bisbes occidentals dels poders extraordinaris del vicariat papal. Zòsim, per exemple, havia donat a Pàtrocle, bisbe d'Arles, la jurisdicció sobre les províncies de Vienna i Narbona, i va fer d'intermediari entre aquestes províncies i la Santa Seu. Bonifaci va reduir aquest poder primacial i va restaurar els poders metropolitans dels bisbes provincials. Es va inclinar per Hilari, arquebisbe de Narbona, en l'elecció d'un bisbe per al seu vacant de Lodève, contra Patrocle que va tractar de nomenar un altre (422).
Es va dur a terme per tal de Màxim, bisbe de Valence, va ser jutjat pels seus suposats crims, no per un primat eclesiàstic sinó per un sínode de bisbes de la Gàl·lia, i es va comprometre a donar suport a la seva decisió (419). En 422 Bonifaci va rebre l'apel"lació d'Antonio Fussula que, gràcies als esforços d'Agustí d'Hipona, havia estat deposat per un sínode provincial de Numidia, i va decidir que si s'havia provat la seva innocència, haurien de ser reubicats. També recolzat activament a Agustí en la lluita contra el pelagianisme, fins al punt que el bisbe d'Hipona va dedicar la seva obra Contra duas Epistolas Pelagianorum Libri quatuor.
A orient va mantenir gelosament la seva jurisdicció sobre les províncies eclesiàstiques d'Il·líria, en què estava tractant de posar les seves mans el Patriarca de Constantinoble. Els bisbes de Tessalònica havien estat nomenats vicaris papals d'aquest territori, i exercit la seva autoritat sobre els metropolitans i bisbes. A través de les seves cartes a Rufus Bonifacio va tutelar de prop els interessos de l'Església il·lirica insistit en la seva obediència a Roma. El 421, la insatisfacció expressada per alguns bisbes descontents per la negativa del Papa a ratificar l'elecció de Perigines com a bisbe de Corint llevat que el candidat no havia estat reconegut per Rufus, va servir com a pretext per al jove emperador Teodosi II per concedir domini eclesiàstic sobre Illiria el Patriarca de Constantinoble (14 de juliol de 421).
Bonifaci va presentar les seves queixes a Honori en contra de la violació dels drets de la seva seu, i el va instar a persuadir Teodosi de fer marxa enrere en revocar l'acte. Encara que l'ordre de Teodosi no es va aplicar, però, va romandre al codis Teodosians (439) i Justinià (534), que causa molts problemes als papes successius. En una carta de l'11 de març de 422, Bonifaci va prohibir la consagració d'un bisbe a Iliria que no havia estat reconegut per Rufo.
Bonifaci també va reiterar la legislació del Papa Soter, que prohibia a les dones tocar els ornaments sagrats o cremar encens, i l'enfortí les lleis que prohibien als esclaus convertir-se en sacerdots. El Papa també va confirmar la primacia disciplinària de la càtedra de Pere (Roma) sobre totes les altres esglésies.
Bonifaci va morir a Roma el 4 de setembre de 422, i va ser enterrat al cementiri de Màxim a la Via Salaria.